# Reddyanus rigidulus
Espèce
Synonymes
- Isometrus rigidulus Pocock, 1897

Reddyanus rigidulus est une espèce de scorpions de la famille des Buthidae.

## Distribution
Cette espèce est endémique d'Inde. Elle se rencontre au Madhya Pradesh, au Maharashtra et au Rajasthan.

## Description
L'holotype mesure 30 mm.

## Systématique et taxinomie
Cette espèce a été décrite sous le protonyme Isometrus rigidulus par en Pocock 1897. Elle est placée dans le genre Reddyanus par Kovařík, Lowe, Ranawana, Hoferek, Jayarathne, Plíšková et Šťáhlavský en 2016.

## Publication originale
- Pocock, 1897 : « Descriptions of some new species of scorpions from India. » Journal of the Bombay Natural History Society, vol. 11, p. 102–117 (texte intégral).